# Koroncó
Koroncó je obec v Maďarsku v župě Győr-Moson-Sopron, spadající pod okres Győr. Nachází se asi 5 km jihozápadně od Ménfőcsanaku (součást Győru), od samotného Győru se nachází asi 9 km jihozápadně. V roce 2015 zde žilo 2 074 obyvatel. Dle údajů z roku 2011 zde žili 83,5 % Maďaři, 1,9 % Romové, 0,7 % Němci, 0,6 % Rumuni a 0,2 % Slováci.
Koroncó leží u řeky Marcal. Sousedními vesnicemi jsou Felpéc, Győrszemere, Kajárpéc, Rábapatona, Rábaszentmihály a Tényő, sousedními městy Győr a Tét.
13. června 1704 se zde odehrála bitva u Koroncó, během níž se střetli Kuruci a Habsburkové. Kuruci byli během bitvy poraženi.